# Duilio Mengozzi
Mons. Duilio Mengozzi (San Zeno di Galeata, 6 novembre 1915 – Sansepolcro, 17 marzo 2005) è stato un presbitero e insegnante italiano, del clero diocesano di Sansepolcro, che ha ricevuto la medaglia d'oro al valor civile ed il titolo di giusto tra le nazioni per aver salvato una famiglia ebrea. Parroco e insegnante di religione cattolica nell'Istituto Magistrale della città; nel periodo della Resistenza si è attivamente impegnato per la salvezza di molti perseguitati per motivi razziali o politici e per la difesa della città, minacciata di distruzione dai nazisti.

## Biografia
Nato il 6 novembre 1915 a Galeata (nella frazione di San Zeno), Duilio Mengozzi viene battezzato lo stesso giorno con il nome di Adovilio Roberto. 
Ha compiuto la formazione al sacerdozio nei seminari di Sansepolcro, di Firenze e nel Collegio Capranica di Roma, di cui è stato alunno dal 1934 al 1938 e dove ebbe come compagno di studi anche il futuro cardinale Ugo Poletti, i futuri arcivescovi Antonio Iannucci e Enrico Bartoletti e il futuro beato Luigi Novarese, con i quali rimarrà in amicizia per tutta la vita. In questi quattro anni ha completato gli studi superiori presso la Pontificia Università Gregoriana. Viene ordinato sacerdote a Sansepolcro il 17 luglio 1938 dal vescovo Pompeo Ghezzi e nel 1940 è nuovamente inviati a Roma per completare gli studi. Non arriva però a discutere la sua tesi di laurea, peraltro terminata; preso dalle preoccupazioni per la guerra, preferisce aiutare le famiglie della parrocchia di Santa Lucia alla Circonvallazione Clodia occupandosi specialmente dei ragazzi (tra i quali il futuro giornalista Mario Pastore), presso la quale è ospite dal 1940 al 1942. Qui viene a contatto con il fervente clima spirituale e culturale animato dal parroco don Ettore Cunial, impegnato nell'azione di salvaguardia degli ebrei.
Dal 15 ottobre 1938 è parroco di San Giovanni Battista al Trebbio (parrocchia nella campagna a sud-ovest di Sansepolcro), rimanendolo fino alla morte.
Nella sua lunga carriera ecclesiastica ha ricoperto gli uffici di vicecancelliere vescovile, esaminatore sinodale, commissario dei legati pii, censore dei libri, segretario della commissione per la soluzione dei casi, membro dell'ufficio catechistico. In occasione del XVII Sinodo Diocesano di Sansepolcro (29-31 luglio 1944) ha ricoperto l'incarico di notaio sinodale e maestro delle cerimonie. Dal 1944 al 1947 è presidente della sezione diocesana della Pontificia Commissione di Assistenza.
Dal 1942 al 1970 è stato insegnante di religione cattolica presso l'Istituto Magistrale di Sansepolcro, annesso al convitto "Regina Elena" (INADEL, poi INPDAP e attualmente INPS); dal 1962 al 1972 ha insegnato religione cattolica nell'Istituto Professionale cittadino.
In ambito culturale fu inoltre attivamente impegnato per lo sviluppo degli studi sul pittore Raffaellino del Colle, collaborando alle celebrazioni per il quinto centenario della nascita nel 1986 e pubblicando una monografia nel 1998.
Insignito del titolo di monsignore, morì a Sansepolcro il 17 marzo 2005. Il corpo è stato tumulato nel cimitero del Trebbio dove, il 6 novembre 2005, è stato inaugurato un busto in bronzo, finanziato con una sottoscrizione popolare, alla memoria di questo «indimenticabile protagonista della storia civile e religiosa della città».
La ricca biblioteca personale di monsignor Mengozzi è stata donata alla Biblioteca Vescovile di Sansepolcro e messa a disposizione degli studiosi; l'archivio personale, ricco di molto materiale fotografico, è confluito nell'Archivio Storico Diocesano di Sansepolcro.

## Nel periodo della Resistenza
Durante il periodo della Resistenza svolse una notevole attività a favore degli sfollati, rimanendo, assieme al vescovo Pompeo Ghezzi, vicino alla popolazione sia nelle drammatiche ore seguite all'8 settembre 1943 sia in quelle dell'estate 1944 quando il territorio di Sansepolcro si trovò sul fronte bellico e, in piena crisi istituzionale, i due sacerdoti s'impegnarono nell'organizzazione di servizi d'assistenza essenziali per i civili. Don Mengozzi ospitò nella canonica del Trebbio alcuni ebrei ricercati a motivo delle leggi razziali e si adoperò per assistere malati e feriti nell'ospedale di Sansepolcro (di cui era cappellano e dove venivano nascosti soldati inglesi, prigionieri slavi ed ebrei in fuga, tra cui anche il filologo Attilio Momigliano e sua moglie) e per la tumulazione delle salme. Fu assessore all'igiene nella giunta municipale nominata alla partenza degli inglesi dalla città. Nel 1992 ha scritto il volume Dalla prima all'ultima guerra mondiale, 1918-1945, dedicato al sorgere delle dittature in Italia, Germania e URSS e al secondo conflitto mondiale, con un riferimento specifico alla situazione di Sansepolcro nel 1944.
Così, nel settimanale regionale Toscana oggi del 26 gennaio 2007, venne ricordato uno dei vari episodi che videro don Mengozzi impegnato a favore degli ebrei perseguitati:
(Andrea Bertocci.)

## Onorificenze
A motivo delle benemerenze acquisite in ambito pastorale e scolastico e dell'impegno profuso per difendere i perseguitati per motivi politici o razziali nel 1944, monsignor Mengozzi fu insignito dell'onorificenza di Cappellano di Sua Santità il 20 ottobre del 1995 da parte di papa Giovanni Paolo II.
Il 3 settembre 2013 lo Yad Vashem di Gerusalemme ha comunicato l'iscrizione del nome di don Duilio Mengozzi nell'elenco dei "Giusti fra le Nazioni".

## Scritti
- Duilio Mengozzi, Dalla prima all'ultima guerra mondiale, 1918-1945. Fatti, misfatti e cronaca (presentazione di Giulio Andreotti, appendice su "Mussolini, Hitler, Stalin, Sansepolcro 1944"), Città di Castello, Tibergraph, 1992.
- Duilio Mengozzi, Raffellino dal Colle (1485-1566). Catalogo completo dei dipinti, Sansepolcro, Grafiche Borgo, 1998.